# Tachydromia annulimana
Tachydromia annulimana är en tvåvingeart som beskrevs av Johann Wilhelm Meigen 1822. Tachydromia annulimana ingår i släktet Tachydromia och familjen puckeldansflugor. Arten har ej påträffats i Sverige. Inga underarter finns listade i Catalogue of Life.